# Sleeps with Butterflies
Sleeps with Butterflies — первый сингл американской певицы и автора песен Тори Эймос с альбома 2005 года The Beekeeper. Сингл вышел в формате digital download и промо CD для радиостанций. Песня вышла в ротацию радиостанций США 10 января 2005 года и стала доступна для продажи через интернет 12 января. Композиция заняла 2 место в чарте Radio & Records Triple A.

## Видеоклип
Режиссёром клипа «Sleeps with Butterflies» стал Лорен Брит, который ранее работал с Radiohead и Red Hot Chili Peppers. Видеоклипы Брита часто используют мотивы из творчества художников-иллюстраторов; «Sleeps with Butterflies» вдохновлён творчеством японского художника Айи Като, чей стиль включает в себя элементы Art Nouveau и японского Поп-арта. Работы Като воссоздаются в клипе, а Тори Эймос становится центром их композиции.

## Позиции в чартах
| Чарт (2005)                         | Лучший результат |
| ----------------------------------- | ---------------- |
| США, Radio & Records Triple A Chart | 2                |
| Индонезия, Indonesian Airplay Chart | 1                |

## Исполнение песни
Тори Эймос отправилась в мировой тур с альбомом The Beekeeper, во время которого песня была исполнена на:
- Шоу Дэвида Леттермана 17 февраля 2005 года[5].
- телешоу Weekend Today 18 февраля 2005 года[6].
- Телешоу Live With Regis and Kelly 22 февраля 2005 года[7].
- Телешоу Last Call with Carson Daly 1 марта 2005 года[8].
- Шоу Эллен Дедженерес 15 марта 2005 года[9].
- Шоу Крейга Фергюсона The Late Late Show with Craig Ferguson 16 марта 2005 года[10].
- Шоу Джея Лено 21 апреля 2005 года[11].

«Sleeps with Butterflies» вошла в EP Exclusive Session, эксклюзивный релиз для iTunes.